# Crioa hypsichaetes
Crioa hypsichaetes är en fjärilsart som beskrevs av Turner 1930. Crioa hypsichaetes ingår i släktet Crioa och familjen nattflyn. Inga underarter finns listade i Catalogue of Life.